# امیر توکلیان
امیر توکلیان (زادهٔ ۱۶ شهریور ۱۳۵۰ در مشهد)، کشتی‌گیر آزادکار و مربی کشتی ایرانی است که در سال ۲۰۰۱ نائب قهرمان جهان شده‌است. وی همچنین دو قهرمانی در رقابت‌های آسیایی و بازی‌های آسیایی ۱۹۹۸ را در کارنامه دارد.
وی در رقابت‌های قهرمانی جهان ۲۰۰۵ و بازی‌های آسیایی ۲۰۰۶ یکی از مربیان تیم ملی کشتی آزاد ایران بود و در چندین دورهٔ لیگ برتر کشتی آزاد ایران هم سرمربی تیم راه‌آهن خراسان بوده‌است.